# Amanda Seyfried

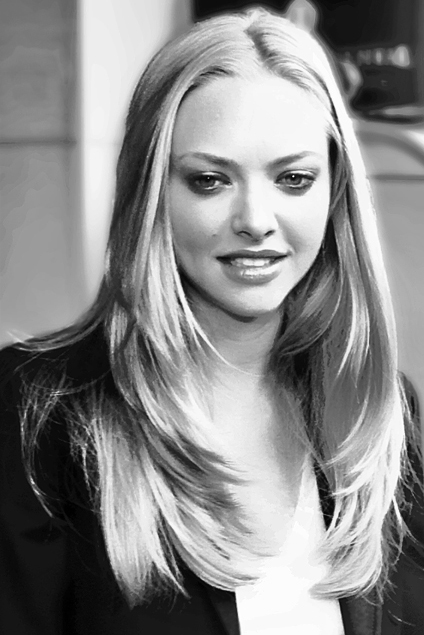
Amanda Seyfried în 2009

Amanda Michelle Seyfried (/ˈsaɪfrɛd/ SY-fred; n. 3 decembrie 1985) este o actriță și cântăreață americană. În copilărie a fost model și a cochetat și cu scrierea și interpretarea muzicală. Și-a început cariera publică de la 11 ani, iar la 15 ani a jucat pentru prima oară ca actriță. A început cu mici roluri și a continuat în As the World Turns and All My Children. În anul 2004 a jucat în filmul Mean Girls în rolul lui Karen Smith. Alte roluri au fost cele din Nine Lives din 2005 și Alpha Dog din 2006. În 2006 a jucat în seria de succes Big Love, produsă de HBO. Primul său rol substanțial a fost cel din musicalul Mamma Mia! unde a jucat rolul lui Sophie Sheridan. Tocmai de aceea, după acest succes au urmat peliculele Jennifer's Body (2009), Chloe (2010), Dear John, Veronica Mars, Letters to Juliet, toate în 2010 și Red Riding Hood și In Time din 2011.

## Biografie
S-a născut în Allentown, Lehigh County, Pennsylvania, pe 3 decembrie 1985. Mama sa, Ann (născută Sander), este terapeut, iar tatăl său, Jack Seyfried, este farmacist. Are o soră mai mare, Jennifer Seyfried, muziciană în trupa de rock Love City. În anul 2003 a absolvit William Allen High School din Allentown. Este în cea mai mare parte de origine germană, având și rădăcini engleze, scoțiano-irlandeze și galeze.

## Filmografie

### Film
| An   | Titlu                             | Rol                     | Note           |
| ---- | --------------------------------- | ----------------------- | -------------- |
| 2004 | Mean Girls                        | Karen Smith             |                |
| 2005 | Nine Lives                        | Samantha                |                |
| 2005 | American Gun                      | Mouse                   |                |
| 2006 | Alpha Dog                         | Julie Beckley           |                |
| 2006 | Gypsies, Tramps & Thieves         | Chrissy                 | Short film     |
| 2008 | Solstice                          | Zoe                     |                |
| 2008 | Mamma Mia!                        | Sophie Sheridan         |                |
| 2008 | Official Selection                | Emily                   | Scurtmetraj    |
| 2009 | Boogie Woogie                     | Paige Oppenheimer       |                |
| 2009 | Jennifer's Body                   | Anita "Needy" Lesnicki  |                |
| 2009 | Chloe                             | Chloe Sweeney           |                |
| 2010 | Dear John                         | Savannah Lynn Curtis    |                |
| 2010 | Letters to Juliet                 | Sophie Hall             |                |
| 2011 | Red Riding Hood                   | Valerie                 |                |
| 2011 | A Bag of Hammers                  | Amanda                  |                |
| 2011 | In Time                           | Sylvia Weis             |                |
| 2012 | Gone                              | Jill Conway             |                |
| 2012 | Les Misérables                    | Cosette                 |                |
| 2013 | The End of Love                   | Ea însăși               | Cameo          |
| 2013 | The Big Wedding                   | Missy O'Connor          |                |
| 2013 | Epic                              | Mary Katherine (voice)  |                |
| 2013 | Lovelace                          | Linda Lovelace          |                |
| 2014 | A Million Ways to Die in the West | Louise                  |                |
| 2014 | Dog Food                          | Eva                     | Scurtmetraj    |
| 2015 | While We're Young                 | Darby                   |                |
| 2015 | Ted 2                             | Samantha Leslie Jackson |                |
| 2015 | Unity                             | Narator                 | Documentar     |
| 2015 | Pan                               | Mary Darling            | Post-producție |
| 2015 | Fathers and Daughters             | Katie                   | Post-producție |
| 2015 | Hearing                           | ISA Agent Mary Davison  | Filmare        |
| 2015 | Love the Coopers                  |                         |                |

### Televiziune
| An        | Titlu                             | Rol                       | Note                                       |
| --------- | --------------------------------- | ------------------------- | ------------------------------------------ |
| 1999–2001 | As the World Turns                | Lucinda "Lucy" Montgomery | Series regular                             |
| 2003      | All My Children                   | Joni Stafford             | 3 episoade                                 |
| 2004      | Law & Order: Special Victims Unit | Tandi McCain              | Episodul: "Outcry"                         |
| 2004–2006 | Veronica Mars                     | Lilly Kane                | 11 episoade                                |
| 2005      | House                             | Pam                       | Episodul: "Detox"                          |
| 2006      | Wildfire                          | Rebecca                   | 5 episoade                                 |
| 2006      | CSI: Crime Scene Investigation    | Lacey Finn                | Episodul: "Rashomama"                      |
| 2006      | Justice                           | Ann Diggs                 | Episodul: "Pretty Woman"                   |
| 2006–2011 | Big Love                          | Sarah Henrickson          | 44 episoade                                |
| 2008      | American Dad!                     | Amy (voce)                | Episode: "Escape from Pearl Bailey"        |
| 2014      | Cosmos: A Spacetime Odyssey       | Marie Tharp (voie)        | Episodul "The Lost Worlds of Planet Earth" |

## Discography
| Year | Title                                         | Album                                                         |
| ---- | --------------------------------------------- | ------------------------------------------------------------- |
| 2008 | "Honey, Honey"                                | Mamma Mia! The Movie Soundtrack                               |
| 2008 | "Our Last Summer"                             | Mamma Mia! The Movie Soundtrack                               |
| 2008 | "Lay All Your Love on Me"                     | Mamma Mia! The Movie Soundtrack                               |
| 2008 | "Gimme! Gimme! Gimme! (A Man After Midnight)" | Mamma Mia! The Movie Soundtrack                               |
| 2008 | "The Name of the Game"                        | Mamma Mia! The Movie Soundtrack                               |
| 2008 | "Slipping Through My Fingers"                 | Mamma Mia! The Movie Soundtrack                               |
| 2008 | "I Have a Dream"                              | Mamma Mia! The Movie Soundtrack                               |
| 2008 | "Thank You for the Music"                     | Mamma Mia! The Movie Soundtrack                               |
| 2010 | "Amanda's Love Song"                          | PostTheLove                                                   |
| 2010 | "Little House"                                | Dear John                                                     |
| 2011 | "L'il Red Riding Hood"                        | Red Riding Hood                                               |
| 2012 | "In My Life"                                  | Les Misérables: Highlights from the Motion Picture Soundtrack |
| 2012 | "A Heart Full of Love"                        | Les Misérables: Highlights from the Motion Picture Soundtrack |
| 2012 | "One Day More"                                | Les Misérables: Highlights from the Motion Picture Soundtrack |
| 2012 | "A Heart Full of Love – Reprise"              | Les Misérables: Highlights from the Motion Picture Soundtrack |
| 2012 | "Suddenly – Reprise"                          | Les Misérables: Highlights from the Motion Picture Soundtrack |
| 2012 | "Epilogue"                                    | Les Misérables: Highlights from the Motion Picture Soundtrack |
| 2015 | "Mean Ol' Moon"                               | Ted 2                                                         |

## Premii și nominalizări
| An   | Premiu                                      | Categorie                                             | Lucrare           | Rezultat     |
| ---- | ------------------------------------------- | ----------------------------------------------------- | ----------------- | ------------ |
| 2005 | Gotham Awards                               | Best Ensemble Cast                                    | Nine Lives        | Nominalizare |
| 2005 | Locarno International Film Festival         | Bronze Leopard                                        | Nine Lives        | Câștigat     |
| 2005 | MTV Movie Awards                            | Best On-Scream Team                                   | Mean Girls        | Câștigat     |
| 2009 | People's Choice Awards                      | Favorite Cast                                         | Mamma Mia!        | Nominalizare |
| 2009 | MTV Movie Awards                            | Breakthrough Performance Female                       | Mamma Mia!        | Nominalizare |
| 2010 | ShoWest                                     | Breakthrough Female Star of the Year                  |                   | Câștigat     |
| 2010 | Teen Choice Awards                          | Choice Movie Actress: Romantic Comedy                 | Letters to Juliet | Nominalizare |
| 2010 | Teen Choice Awards                          | Choice Movie Actress: Drama                           | Dear John         | Nominalizare |
| 2010 | Teen Choice Awards                          | Choice Movie: Chemistry                               | Dear John         | Nominalizare |
| 2010 | MTV Movie Awards                            | Best Female Performance                               | Dear John         | Nominalizare |
| 2010 | MTV Movie Awards                            | Best Scared-As-S**t Performance                       | Jennifer's Body   | Câștigat     |
| 2012 | National Board of Review of Motion Pictures | Best Acting by an Ensemble                            | Les Misérables    | Câștigat     |
| 2012 | Phoenix Film Critics Society Awards         | Best Ensemble Acting                                  | Les Misérables    | Nominalizare |
| 2012 | San Diego Film Critics Society Awards       | Best Ensemble Performance                             | Les Misérables    | Nominalizare |
| 2012 | Satellite Awards                            | Best Ensemble, Motion Picture                         | Les Misérables    | Câștigat     |
| 2013 | Screen Actors Guild Awards                  | Outstanding Performance by a Cast in a Motion Picture | Les Misérables    | Nominalizare |
| 2013 | Teen Choice Awards                          | Choice Movie Actress: Romance                         | Les Misérables    | Nominalizare |